# Янабіно
Янабіно (рос. Янабино) — присілок у Усть-Тарцькому районі Новосибірської області Російської Федерації.
Входить до складу муніципального утворення Дубровінська сільрада. Населення становить 101 особа (2010).

## Історія
Згідно із законом від 2 червня 2004 року органом місцевого самоврядування є Дубровінська сільрада.

## Населення
| 2002 | 2007 | 2010 |
| ---- | ---- | ---- |
| 143  | ↘125 | ↘101 |